# Massacre de Kravica (1995)
- (en) Cet article est partiellement ou en totalité issu de l’article de Wikipédia en anglais intitulé « Kravica massacre (1995) » (voir la liste des auteurs).

Le massacre de Kravica (serbe cyrillique : Кравица) a été l'une des exécutions massives de Bosniaques par l'Armée de la république serbe de Bosnie pendant le génocide de Srebrenica. Il a été commis le 13 juillet 1995. On estime qu’entre 1 000 et 1 500 hommes ont été tués,.

## Arrière-plan
La zone à prédominance bosniaque de Central Podrinje (la région autour de Srebrenica) avait une importance stratégique primordiale pour les Serbes, car sans elle, il n'y aurait pas d'intégrité territoriale au sein de leur nouvelle entité politique de la Republika Srpska .
,.
Ils ont ainsi procédé au nettoyage ethnique des Bosniaques des territoires de la Bosnie orientale et du centre de  Podrinje en avril 1992 ,,.
Dans la région de Bratunac, des Bosniaques ont été soit tués, soit forcés de fuir vers Srebrenica, faisant 1 156 morts, selon les données du gouvernement bosniaque. Des milliers de Bosniaques ont également été tués à Foča, Zvornik, Cerska, Snagovo ,.
Les forces militaires et paramilitaires serbes de l'est de la Bosnie et de la Serbie ont pris le contrôle de Srebrenica pendant plusieurs semaines au début de 1992, tuant et expulsant des civils bosniaques.
En mai 1992, les forces gouvernementales bosniaques sous la direction de Naser Orić ont repris la ville. Les autorités serbes sont restées déterminées à capturer l'enclave. Le 13 avril 1993, les Serbes ont dit aux représentants du  HCR qu'ils attaqueraient la ville dans les deux jours à moins que les Bosniaques ne se rendent et acceptent d'être évacués. Les Bosniaques ont refusé de se rendre. Le 16 avril 1993, le Conseil de sécurité des Nations unies a adopté la résolution 819 , qui exigeait que: « toutes les parties et autres intéressés traitent Srebrenica et ses environs comme une zone de sécurité à l'abri de toute attaque armée et de tout autre acte d'hostilité; ».

### Prise de Srebrenica par les Serbes
L'offensive serbe sur Srebrenica débute véritablement le 6 juillet 1995. Dans les jours qui suivent, les cinq postes d'observation de la  FORPRONU, dans la partie sud de l'enclave, tombent un à un face à l'avancée des forces serbes. Certains des soldats néerlandais se sont retirés dans l'enclave après que leurs postes ont été attaqués, mais les équipages des autres postes d'observation se sont rendus aux mains des Serbes . Simultanément, les forces bosniaques en défense ont essuyé des tirs nourris et ont été repoussées vers la ville. Une fois que le périmètre sud a commencé à s'effondrer, environ 4 000 résidents bosniaques, qui vivaient dans un complexe de logements suédois pour réfugiés à proximité, ont fui vers le nord dans la ville de Srebrenica. Les soldats du Bataillon néerlandais sous le commandement des Nations unies (Dutchbat) ont rapporté que les Serbes qui avançaient nettoyaient les maisons de la partie sud de l'enclave.
Tard le 9 juillet 1995, encouragé par les premiers succès et le peu de résistance des Bosniaques largement démilitarisés, ainsi que par l'absence de toute réaction significative de la communauté internationale, le président Radovan Karadžić a émis un nouvel ordre autorisant le corps de la VRS Drina à capturer la ville de Srebrenica.
Le matin du 10 juillet 1995, la situation à Srebrenica était tendue. Les habitants se pressaient dans les rues. Les troupes néerlandaises de la FORPRONU ont tiré des coups de semonce au-dessus de la tête des assaillants serbes et leurs mortiers ont tiré des fusées éclairantes, mais elles n'ont jamais tiré directement sur les unités serbes.
Le lieutenant-colonel Karremans a envoyé de nombreuses demandes urgentes d'un soutien aérien de l'OTAN pour défendre la ville, mais aucune aide n'est venue avant environ 14h30 le 11 juillet 1995, lorsque deux F-16 néerlandais guidés par le SAS britannique ont bombardé des chars de l'armée serbe qui avançaient vers la ville. Les avions de l'OTAN ont également tenté de bombarder les positions d'artillerie de la VRS surplombant la ville, mais ont dû interrompre l'opération en raison d'une mauvaise visibilité. Les plans de l'OTAN de poursuivre les frappes aériennes ont été abandonnés à la suite des menaces de l'armée serbe de tuer les troupes néerlandaises et les pilotes d'otages français détenus par la VRS ainsi que de bombarder le complexe de l'ONU Potočari à l'extérieur de la ville et les zones environnantes où 20 000 à 30 000 civils avaient fui.
Ainsi, Srebrenica, qui a été déclarée zone de sécurité pour les civils par les Nations unies, n'était pas protégée, elle était occupée sans combats et la population civile était exposée au génocide. Florence Hartmann affirme que la communauté internationale a remis Srebrenica aux Serbes comme condition pour signer la paix.
En fin d'après-midi du 11 juillet, le général Ratko Mladić, accompagné du général Živanović (alors commandant du corps de la Drina), du général Radislav Krstić (alors commandant adjoint et chef d'état-major du corps de la Drina de la VRS) et d'autres officiers de l'armée serbe, a fait une promenade triomphale à travers les rues vides de la ville de Srebrenica. Le moment a été filmé par le journaliste serbe Zoran Petrović.

### Plan d'exécution de tous les hommes bosniaques
Un effort concerté a été déployé pour capturer et tuer tous les hommes bosniaques en âge de combattre.
En fait, parmi les personnes tuées figuraient de nombreux garçons bien en dessous de cet âge et des hommes âgés de plusieurs années au-dessus de cet âge qui sont restés dans l'enclave après la prise de Srebrenica. Ces hommes et garçons ont été ciblés, qu'ils aient choisi de fuir vers la base de l'ONU à Potočari ou de rejoindre la colonne qui tentait d'échapper aux Serbes. L'opération de capture et de détention des hommes musulmans de Bosnie était bien organisée et complète,.
Les bus qui transportaient les femmes et les enfants étaient systématiquement fouillés à la recherche d'hommes. Les hommes capturés ont été envoyés à différents endroits pour être exécutés par différentes unités qui ont participé au génocide.

## Exécutions à Kravica
Les exécutions ont eu lieu dans le plus grand des quatre entrepôts (hangars de ferme) appartenant à la coopérative agricole de Kravica. Entre 1 000 et 1 500 hommes avaient été capturés dans des champs près de Sandići et détenus dans la prairie de Sandići. Ils ont été amenés à Kravica, soit en bus, soit à pied, la distance étant d'environ un kilomètre. Un témoin se souvient avoir vu environ 200 hommes, torse nu et les mains en l'air, contraints de courir en direction de Kravica. Une photographie aérienne prise à 14 heures cet après-midi-là montrait deux bus devant les hangars.
Vers 18 heures, alors que les hommes étaient tous détenus dans l'entrepôt, des soldats serbes ont lancé des grenades à main et ouvert le feu avec diverses armes, dont des grenades propulsées par roquettes ,,.
Dans la région, on dit que le meurtre de masse à Kravica n'était pas planifié et a commencé assez spontanément lorsqu'une des portes de l'entrepôt s'est soudainement ouverte. Soi-disant, il y avait plus de tueries dans et autour de Kravica et Sandići . Même avant les meurtres dans l'entrepôt, environ 200 ou 300 hommes ont été alignés près de Sandići et abattus avec des mitrailleuses. A Kravica, il semble que la population locale ait participé aux tueries. Certaines victimes ont été mutilées et tuées avec des couteaux. Les corps ont été transportés à Bratunac ou simplement jetés dans la rivière qui longe la route. Un témoin affirme que tout cela s'est passé le 14 juillet. Il y avait trois survivants du meurtre de masse dans les hangars de la ferme à Kravica. Les gardes armés ont tiré sur les hommes qui tentaient de grimper par les fenêtres pour échapper au massacre. Lorsque les tirs ont cessé, le hangar était plein de corps. Un autre survivant, qui n'a été que légèrement blessé, rapporte : 

« Je n'étais même pas capable de toucher le sol, le sol en béton de l'entrepôt… Après le tir, j'ai ressenti une étrange sorte de chaleur, de chaleur, qui venait en fait du sang qui recouvrait le sol en béton, et je marchais sur le des morts qui traînaient. Mais il y avait même des gens qui étaient encore en vie, qui n'étaient que blessés, et dès que je lui marchais dessus, je l'entendais pleurer, gémir, parce que j'essayais d'aller aussi vite que possible. Je pouvais dire que les gens avaient été complètement démembrés, et je pouvais sentir les os des personnes qui avaient été touchées par ces rafales de tirs ou d'obus, je pouvais sentir leurs côtes s'écraser. Et puis je me levais à nouveau et continuais. . .. »

Lorsque ce témoin est sorti d'une fenêtre, il a été vu par un garde qui lui a tiré dessus. Il a ensuite fait semblant d'être mort et a réussi à s'échapper le lendemain matin. L'autre témoin cité ci-dessus a passé la nuit sous un tas de cadavres ; le lendemain matin, il regarda les soldats examiner les cadavres à la recherche de signes de vie. Les quelques survivants ont été contraints de chanter des chansons serbes, puis ont été abattus. Une fois la dernière victime tuée, une excavatrice a été conduite pour évacuer les corps du hangar; l'asphalte à l'extérieur a ensuite été arrosé avec de l'eau. En septembre 1996, cependant, il était encore possible de trouver les preuves.
TPIY estime : « que ces corps ont été déterrés, transférés et réensevelis pour tenter de dissimuler les massacres. La Chambre de première instance constate en outre que les corps des victimes du massacre de l’entrepôt de Kravica ont d’abord été enterrés dans des fosses creusées à Glogova et qu’ils ont par la suite été transférés dans des fosses situées dans le secteur de Zeleni Jadar. ».
L'analyse des cheveux, du sang et des résidus d'explosifs, collectés à l'entrepôt de Kravica, fournit des preuves solides des meurtres. Les experts ont déterminé la présence de impacts de balles, de résidus d'explosifs, de balles et d'obus, ainsi que de sang, d'os et de tissus humains adhérant aux murs et aux sols du bâtiment. Les preuves médico-légales présentées par le procureur du TPIY font le lien entre les exécutions à Kravica et le charnier primaire connu sous le nom de "Glogova 2", dans lequel les restes de 139 personnes ont été retrouvés. Aucun bandeau ou contention n'a été trouvé. Dans la tombe secondaire connue sous le nom de "Zeleni Jadar 5", il y avait 145 corps, dont un certain nombre étaient calcinés. Des morceaux de brique et de cadre de fenêtre trouvés dans le charnier "Glogova 1" qui a été ouverte plus tard ont également établi un lien avec Kravica. Les restes de 191 victimes ont été retrouvés ici.
On ne peut dire avec certitude quelles unités serbes de Bosnie ont participé aux exécutions de Kravica. Il y avait certainement du personnel du corps de la Drina de la VRS dans la région à l'époque, et le quartier général de l'un des bataillons de la brigade de Bratunac n'était qu'à 400 mètres de Glogova. Cependant, il y a aussi des indications qu'un détachement de la police militaire aurait pu être impliqué dans l'enterrement des victimes. Un témoin serbe de Bosnie a observé peu après les exécutions que la VRS et la police spéciale pouvaient très bien être impliquées. Étant donné la proximité du quartier général, la demande d'une excavatrice et le fait que le transport militaire empruntait régulièrement la route passant par Kravica, il est presque inconcevable que le Corps de la Drina n'ait pas été au courant de ce qui se passait dans la région.